# Provinciestraat
De Provinciestraat is een straat in Antwerpen in de vallei van de Potvliet die werd geopend in 1845 en toen nog 'extra muros' lag. Ze werd verlengd in 1863 en verbindt momenteel  de wijk Zurenborg met de Carnotstraat en loopt o.a langs de Kievitwijk en langs de achterkant van de Antwerpse Zoo. De huidige Provinciestraat stond vroeger bekend als Provinciestraat Noord terwijl de huidige Lamorinièrestraat onder de naam Provinciestraat Zuid een verdere verbinding tot Berchem verzorgde.
Door een groot deel van de huidige straat loop tram 11, de plannen om de tramlijn te verleggen door het laatste stukje straat stuit op verzet van de bewoners waaronder Jan Hertoghs, journalist bij Humo.

## Geschiedenis

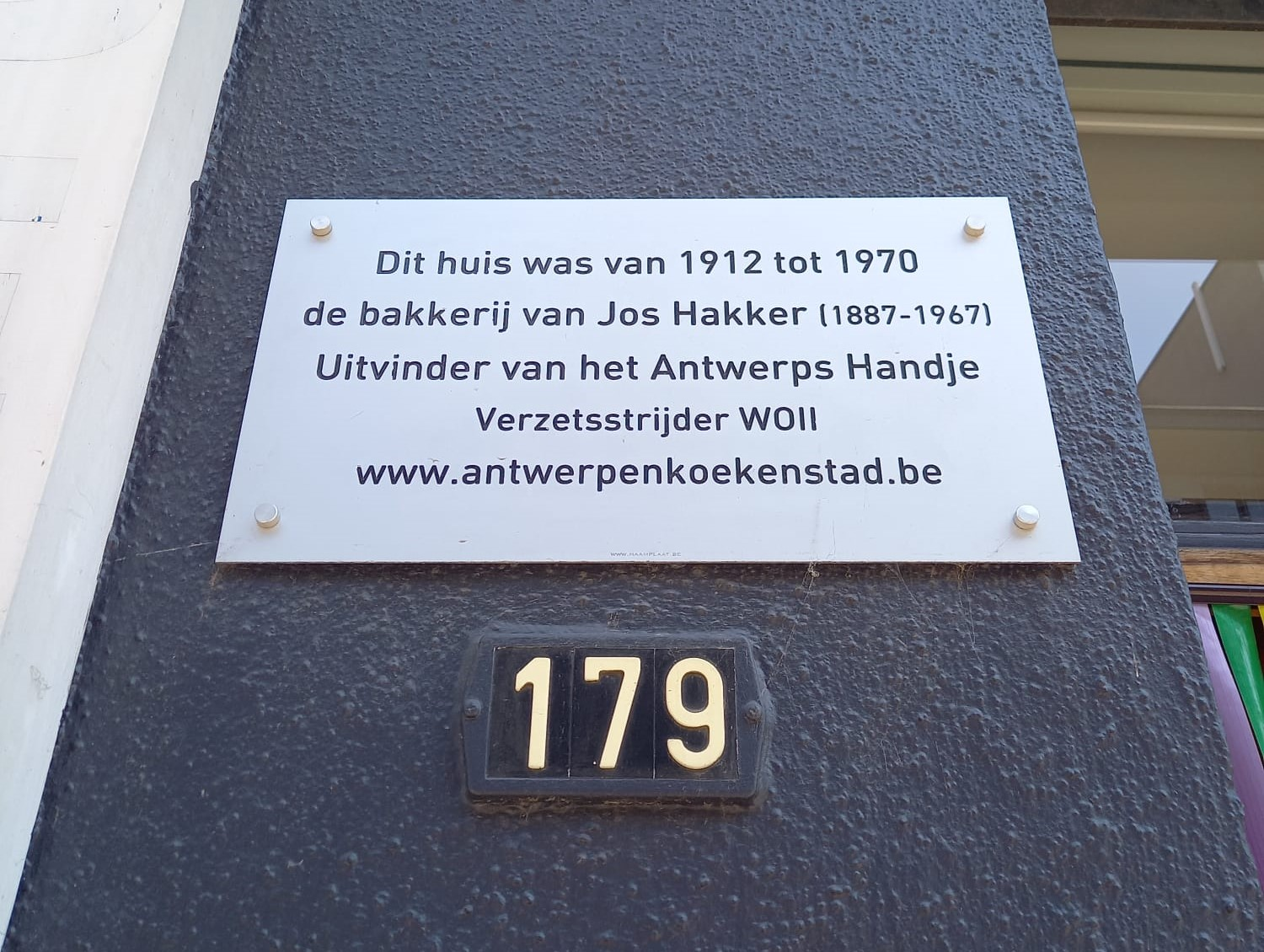
Jos Hakker had een bakkerij in de Provinciestraat. Hakker was de bedenker van de Antwerpse handjes.

Op 18 april 1893 vielen aan de Bougiefabriek in de huidige Bleekhofstraat, een zijstraat van de Provinciestraat, bij het onderdrukken van protesten van arbeiders die streden voor het algemeen enkelvoudig stemrecht 5 doden en een dertigtal gewonden. Als gevolg werd de dag nadien als compromis het algemeen meervoudig stemrecht aangenomen door het Belgische parlement.
De straat lag historisch een beetje verloren, geprangd tussen Borgerhout en de spoorweg. Tot de Tweede Wereldoorlog was er een aanzienlijke Joodse populatie in de straat. Op paasdag 1942 werden een aantal joodse winkels in Antwerpen, waaronder winkels in de Provinciestraat, aangevallen.
Thans vormt de straat de officieuze grens tussen het meer islamitische Borgerhout en het Antwerpse Jodenkwartier. In de jaren 90 was er een sterke Oost-Europese influx. De straat is een van de multicultureelste in Antwerpen met zowel Oost-Europese zaken, halal-winkels en een Joodse poelier en de in heel Antwerpen bekende koosjere bakkerij Kleinblatt.
In 2007 werden een aantal huizen in de Provinciestraat gesloopt voor de uitbreiding van de Antwerpse Zoo. Het naamloze pleintje tussen de Provinciestraat en de Ommeganckstraat dat hierbij ontstond werd in 2009 door de buurtbewoners Giraffenplein gedoopt, omdat door de kijkvensters in de muren van de Zoo de buitenverblijven van de giraffen te zien zijn.

## Stedelijke problematiek
Tot de jaren 70 was de straat een bekende winkelstraat, maar daarna trad het verval op en de straat kent momenteel  heel wat problemen met een grote overlast van drugsgebruik en hangjongeren. Daarenboven is er een sterke verkrotting, zoals een benzinestation dat in de jaren 80 ontplofte en nooit opnieuw in gebruik werd genomen. Daarenboven zijn er heel wat afgebroken panden die gaten hebben geslagen in het straatweefsel.
De straat is soms het toneel van allerhande spanningen, zowel tussen de verschillende culturen, soms eerder socio-economisch geïnspireerd. De Provinciestraat en omgeving vormen een van de drugscentra van Antwerpen.
De Arabisch-Europese Liga heeft ooit getracht een kantoor te openen in de Provinciestraat maar het ontbrak haar aan financiële middelen. Bij de rellen van 31 december 2008 was er zoveel schade dat de Stad Antwerpen de Provinciestraat en een aantal aanpalende straten erkende als schadewekkende gebeurtenis zodat slachtoffers van vernielingen beroep konden doen op het schadefonds.

## Buurtprotest
De straat kent heel wat gebouwen die zijn opgenomen in de Inventaris Vlaams Erfgoed van het Vlaams Instituut voor het Onroerend Erfgoed zoals de voormalige kerk Sint-Dominicus uit 1925 in de Kievitwijk die in 2001 werd ontwijd. Het is de bedoeling van de overheid de terreinen te ontwikkelen tot kantoorruimte die aansluit op de Kievitwijk, wat op hevig protest van de buurtbewoners stuit die vrezen voor een evolutie à la Brusselse Noordwijk.
In 2004 werd de kerk en achterliggend klooster gekraakt door anarchisten die de plek herdoopten in Het Kievitsnest. Momenteel vormt het gebouwencluster het grootste niet-officiële opvangcentrum voor daklozen in Antwerpen. Mede daarom wordt de kraak momenteel  gedoogd. De kerk wordt momenteel  door krakers en buurtcomités gebruikt als culturele ontmoetingsruimte, met tentoonstellingen en optredens variërend van klassieke muziek over techno tot punk.
Hiermee vormt de straat voor stadsgeografen een gedroomd studiegebied omdat op een zakdoek alle grootstedelijke problemen, zoals gentrificatie en post-modernistische antwoorden op stadsontwikkeling tot uiting komen, zoals het opzetten van voedselteams. De Provinciestraat kent een tot dusver in Antwerpen nooit geziene wissel- en samenwerking tussen bewoners, daklozen en anarchisten die de handen in elkaar hebben geslagen om aandacht te eisen voor de levenskwaliteit in een buurt die door het stadsbestuur jarenlang werd genegeerd. Desondanks pakt de Stad Antwerpen, die tevergeefs heeft de verschillende groepen tegen elkaar uit te spelen, nu op haar website uit met het Kievitsnest als een voorbeeld van een geslaagd initiatief. De relatie met stadsbestuur blijft evenwel troebel en het Daklozen Actie Komité trok 2010 weg uit het complex omdat ze het niet langer nemen dat de overheid hen als systematisch gebruikt om hulpbehoevenden op te vangen zonder zelf iets te moeten doen.

## Inventaris Vlaams Erfgoed
De Provinciestraat kent enkele huizen met interessante 19e-eeuwse architectuur, waaronder enkelhuizen, een neoclassisitisch huis en enkele huizen in Neogotiek

## Trivia
- De Antwerpse punkgroep The Kids opereerde eerst vanuit de Provinciestraat.[30]
- De bekende Finse blackmetalband Impaled Nazarene schreef het nummer "The Burning of Provinciestraat"
- Het nummer De vrouw van de bakker van Guido Belcanto gaat over de verkoopster in een voormalige bakkerij in de Provinciestraat